# 城内平和

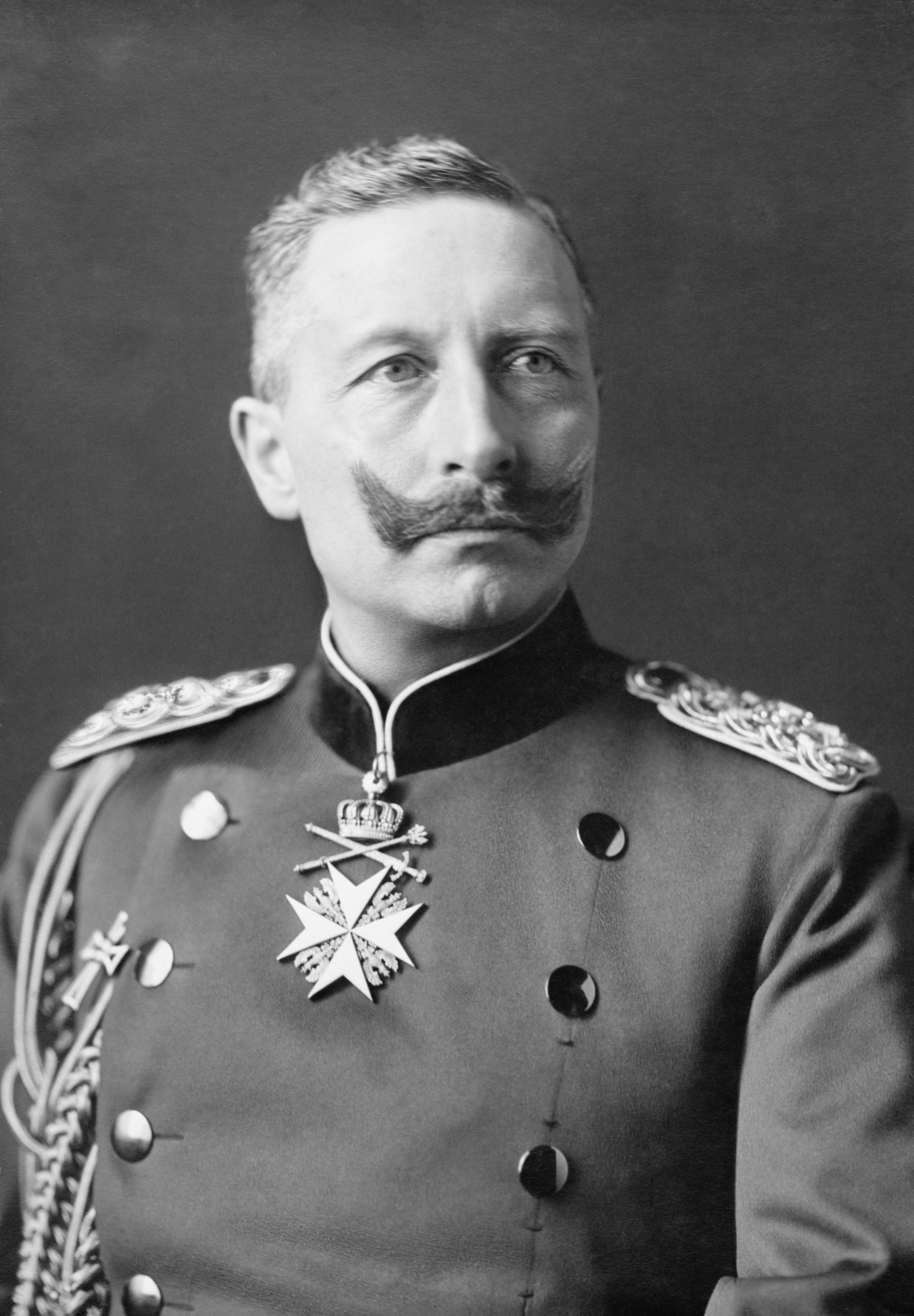
ドイツ皇帝 ヴィルヘルム2世 / 大戦勃発に際し「城内平和」を宣言した

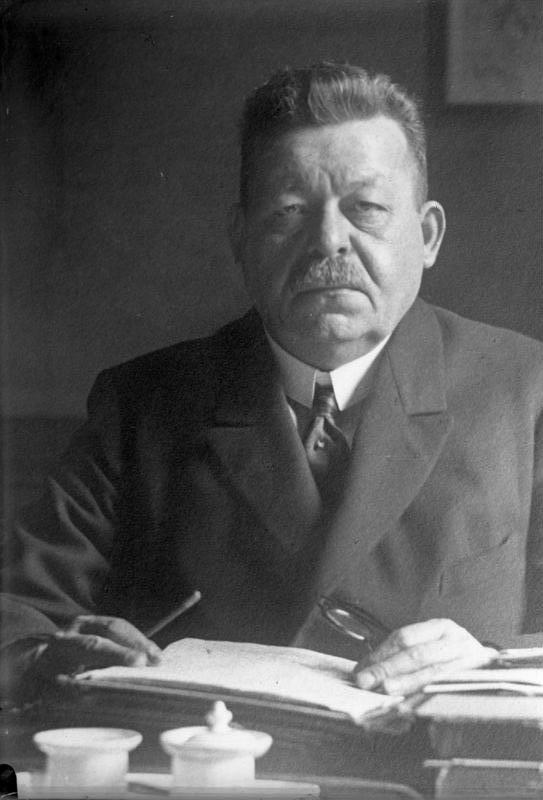
社民党党首フリードリヒ・エーベルト / 「城内平和」支持で党をまとめた。

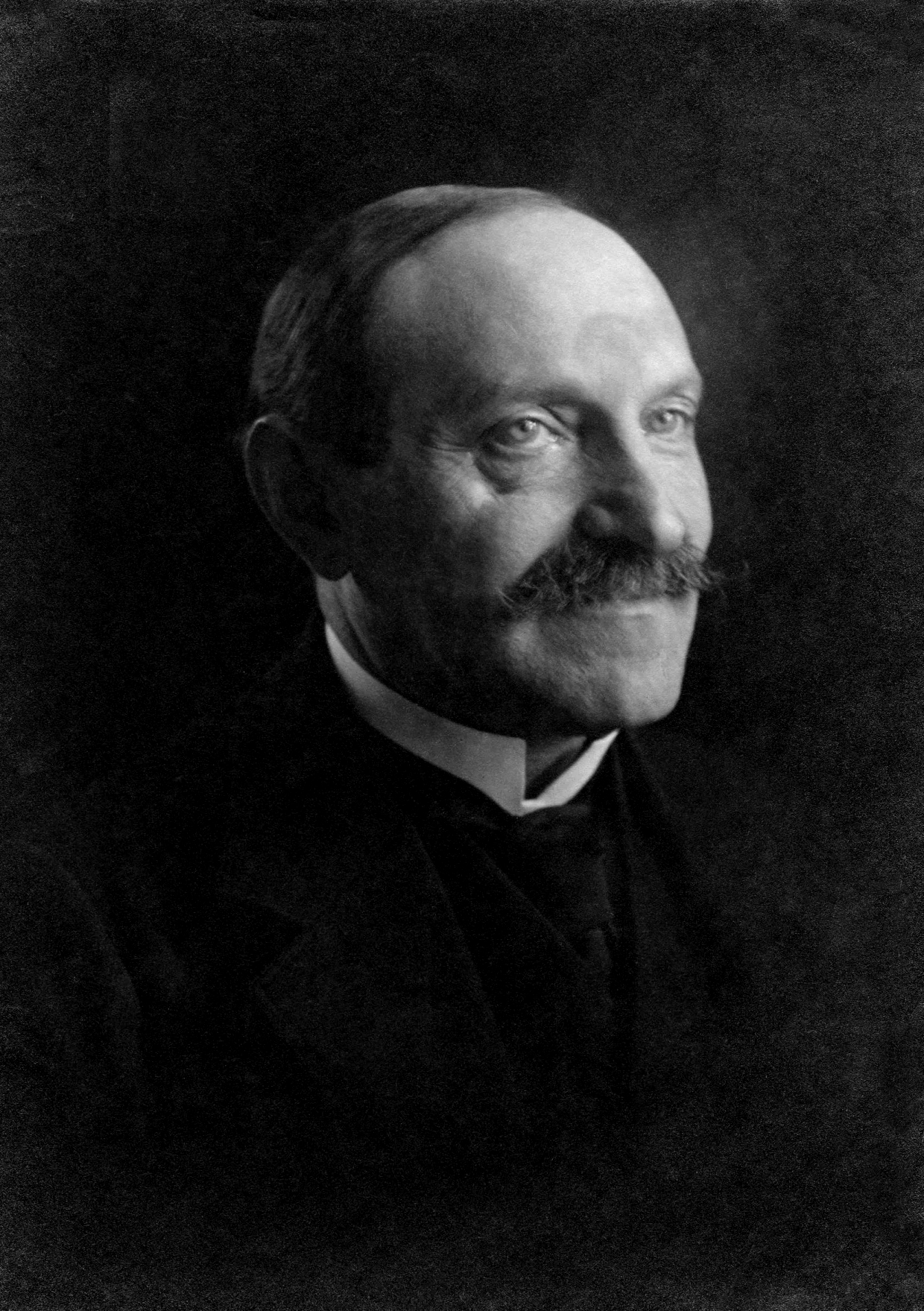
共同党首フーゴ―・ハーゼ / 党を反戦でまとめることに失敗し、開戦後に独立社会民主党を結成。

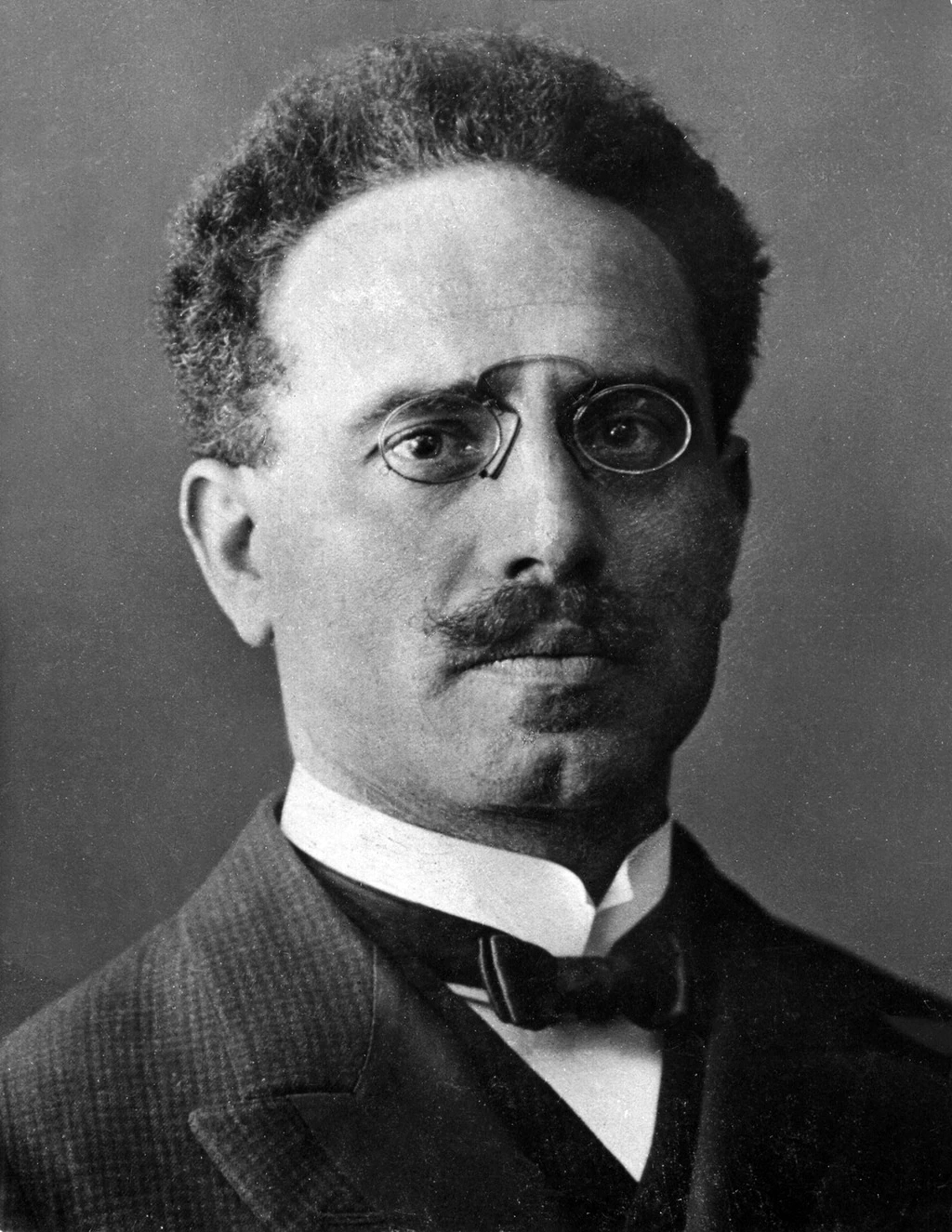
カール・リープクネヒト / 社民党所属の国会議員で戦時公債にただ一人反対。

城内平和（じょうないへいわ、独:Burgfrieden / Burgfriedenspolitik）とは、第一次世界大戦中のヨーロッパ各国（特にドイツ）において、社民主義政党を中心とする野党と政府の政争や労働者と資本家の階級対立が一時停止され、戦争遂行のために協力関係が結ばれたこと、あるいはそのような政策を意味する。原語で「ブルクフリーデン」とも呼ばれるほか、日本語では「域内平和」と訳す場合もある。

## 概要
「城内平和」の語は、もともと中世ドイツの法において「城壁内での私闘禁止」を意味する語であった。しかし1914年8月4日、第一次世界大戦勃発に際してドイツ皇帝ヴィルヘルム2世が帝国議会本会議において「余は党派なるものをもはや知らない。ただドイツ人あるのみだ」という演説を行い、これが「城内平和」演説と称されるようになり、また議会内の最大勢力であった社会民主党が皇帝およびドイツ帝国政府の戦争遂行政策を支持し他党との抗争を停止すると、そのような政治的休戦状態（および社会主義者・労働者と政府との協力関係）もまた「城内平和」と称されるようになった。

## 経緯
20世紀初めヨーロッパの社会主義者たちは、間近に迫っていると見られていた列強間の大戦争を国際的な共同行動によって阻止することを考え、社会主義者の国際組織である「第二インターナショナル」でそのための行動計画を協議していた。バルカン戦争が勃発した1912年にはバーゼルで第二インターの臨時大会が開催され、開戦の暁には各国のすべての社会主義政党が連帯行動をもって「帝国主義戦争」への反対闘争を決行するとした「反戦宣言」を全会一致で決議した。しかし実際に第一次大戦が勃発すると、第二インターの中で大きな影響力を有していたドイツ・フランス・イギリスでは社会主義政党の多数派が労働者とともに、各国政府の戦争遂行政策を支持し大戦期間中の"政治的休戦"を取り決めたのである。この結果、第二インターは機能停止に陥り事実上崩壊した。
特にドイツでは、「城内平和」政策に基づき労働組合はストライキを自粛、社会民主党は議会において政府の戦時公債発行案に賛成し、諸政党は政府およびその戦争遂行政策に対して批判を行わないよう協定していた。また、Johann PlengeやPaul Lenschらがイデオローグとなり、「戦争社会主義」「民族共同体」「国家社会主義」といった概念で正当化していった。こうした政治的選択の背後にある社会民主党側の事情としては、主流派を中心に党員・党所属議員の間で愛国的気分が広範に浸透していたこと、「ヨーロッパの憲兵」として知られた敵国ロシアのツァーリズムが大戦を通じて勢力を拡大していくのに対しカイザーの立憲的専制政治以上に脅威を感じていたこと、さらに戦争協力と引き替えに国内の民主化が進展し大戦後の党勢拡大を期待したこと、などが挙げられる。またフランスでは開戦に際して労働総同盟が国土防衛を主張、また大統領ポワンカレの呼びかけに応え、社会主義派の下院議員が戦時公債に賛成した。このことからフランスでは、ドイツと同様の労働者・社会主義者と政府との協力関係を「ユニオン・サクレ（神聖なる同盟）」と称した。イギリスでも労働党が政府の戦時公債案・新兵募集に賛成した。
しかし交戦国の社会主義者の中には、以上のような政治的休戦や戦争協力政策に反対する人々も全体から見れば少数ではあるが、存在していた。ロシアではプレハーノフを除くほとんどの社会主義者が戦争に反対した。ドイツでも、議会で戦時公債に反対票を投じ反戦的言動で投獄されたK・リープクネヒトを筆頭に、彼とともに行動したR・ルクセンブルク、C・ツェトキン、および、やや立場は異なるがH・ハーゼらによって社会民主党の反戦的少数派が形成された。彼らはスパルタクス団・独立社会民主党に結集し、エーベルトら党主流派＝「城内平和」派に反旗を翻した。さらに「城内平和」政策は労働者の地位向上をある程度実現した反面、大戦の進行にともなう国内経済の逼迫により労資の対立はいっそう激化した。このような状況を背景に少数派への支持は次第に拡大していき、社会民主党内の反戦派議員も増加した。フランスでも「神聖なる同盟」は開戦後ほどなくして有名無実なものとなった。1915年には、第二インターに加盟していた中立国の代表と交戦国の反戦少数派がツィンマーヴァルト会議を開催し、インターナショナルの再建（あるいは新たなインターの建設）を協議した。

## 影響
各国社会主義政党の「城内平和」政策は、先述した第二インターの崩壊とともに、加盟各党内部の「城内平和」派と少数反対派との激しい対立をもたらした。これにより、大戦後における国際社会主義運動の分裂（（再建された）第二インターとコミンテルン）とそれに影響される形での各国社会主義政党の分裂（社会民主党（もしくは社会党）と共産党）を生む遠因となった。
また社会経済史的に見ると、「城内平和」政策によってドイツ政府が総力戦のなかで労働者や社会主義者たちの協力を維持するため、戦争遂行政策と齟齬をきたさない程度の社会政策を通じて労働者の地位向上に努め、このような労働者の地位向上が、彼らの階級的主体形成につながり大戦後の各国の国内政治に大きな影響を及ぼすことになったという見解がある。これによると、特に「ヴァイマル共和国」期のドイツでは、労働者勢力の飛躍的な伸張に直面した政府が、革命運動を回避するため、労働者の社会的要求を大きく政治に取り入れ福祉国家政策をすすめていく結果を生んだと結論づけられる。しかしこれに対し、城内平和政策は労働者の生活を圧迫するとともに彼らが大戦前に獲得していた多くの権利を奪い、その地位を著しく低下させたため、労働者の不満が反戦意識の高まり（ドイツにおいては1918年革命による帝政打倒）につながった、とする対立的見解もある。

## 一般的用法
現在では「城内平和」の語は、上記の歴史的背景を離れてより一般的に「"外敵"（あるいは外からの脅威・圧迫）を前にして内輪もめをやめ、一致団結すること」の意で用いられることがある。この場合は第一次世界大戦中、総力戦を強いられたヨーロッパの宗主国が非ヨーロッパ地域の属領・植民地からの協力を得るため、それらの地域住民（被支配民族）に対し何らかの政治的妥協を行う（例えばイギリスが植民地インドに対し戦後の自治を約束した「モンタギュー宣言」など）についても「城内平和」の表現が用いられる例もある（イギリスの歴史参照）。
以上のような一般的用法は「挙国一致」と類似した意味を持つが、「挙国一致」は大恐慌や政党内閣の崩壊など国内的な（内からの）危機への対応も含んでいる点で「城内平和」とは若干意味が異なる。また左翼的テクストにおいては「外敵を作り出すことによって内部（国内）の団結を固める（そして反対派を弾圧する）こと」という否定的文脈で用いられることもある。